# Onchidium (slak)
Onchidium is een geslacht van weekdieren uit de klasse van de Gastropoda (slakken).

## Soorten
- Onchidium aberrans Semper, 1885
- Onchidium ambiguum Semper, 1885
- Onchidium applanatum Simroth, 1918
- Onchidium burnupi Collinge, 1902
- Onchidium cinereum Quoy & Gaimard, 1832
- Onchidium daemellii Semper, 1885
- Onchidium durum Labbé, 1934
- Onchidium griseofuscum (Tapparone Canefri, 1874)
- Onchidium griseum Plate, 1893
- Onchidium hardwickii (Gray, 1850)
- Onchidium harmandianum Rochebrune, 1882
- Onchidium hongkongense Britton, 1984
- Onchidium lixii Labbé, 1934
- Onchidium mertoni Simroth, 1918
- Onchidium multinotatum Plate, 1893
- Onchidium multiradiatum Semper, 1885
- Onchidium nebulosum Semper, 1885
- Onchidium nigrum Plate, 1893
- Onchidium pallidipes Tapparone Canefri, 1889
- Onchidium pallidum Stoliczka, 1869
- Onchidium planatum Quoy & Gaimard, 1824
- Onchidium platei Hoffmann, 1928
- Onchidium samarense Semper, 1885
- Onchidium steenstrupii Semper, 1885
- Onchidium struma
- Onchidium tenerum Stoliczka, 1869
- Onchidium tigrinum Stoliczka, 1869
- Onchidium trapezoideum Semper, 1885
- Onchidium tricolor Simroth, 1918
- Onchidium tumidum Semper, 1885
- Onchidium typhae Buchannan, 1800
- Onchidium vaigiense Quoy & Gaimard, 1824